# Королева бензоколонки 2
Королева бензоколонки 2 (рос. Королева бензоколонки 2) — телефільм українського кінорежисера Олександра Кірієнка. Фільм є рімейком відомого радянського фільму «Королева бензоколонки». Фільм знятий телекомпанією «Film.ua» на замовлення Телеканалу «Інтер».
Телевізійна према'єра в Україні відбулася у 2005 році на телеканалі Інтер.

## Сюжет
Після невдалої спроби поступити до театрального інституту, головна героїня — Людмила Добрийвечір — повертається додому на міжміському автобусі. Автобус ламається. Виявившись без грошей на трасі, Людмилі нічого не залишається, як найнятися працювати на заправку. Починаються трудові будні, наповнені різними подіями і пригодами. Успішно подолавши всі життєві незгоди і перешкоди, Людмила стає власницею заправки. Вміло ведучи бізнес, вона перетворює звичайну АЗС на великий придорожній комплекс, що включає і мотель, і пункти харчування і, навіть, — невеликий клуб, в якому із задоволенням виступають естрадні знаменитості, які їдуть на гастролі. А одного дня з'являється і чоловік її мрії. На весіллі Людмили гуляють всі герої фільму, включаючи і зірок естради.

## Актори
- Ольга Сідорова — Людмила Добрийвечір
- Віллє Хаапасало — Руслан
- Олександр Баширов — Гуру
- Анатолій Дяченко — Панас Петрович
- Клара Новікова — Рогнеда
- Олександр Семчев — Зленко
- Сергій Рост — DJ Катастрофа
- Тамара Яценко
- Антон Мухарський
- Юрій Рудченко
- Ігор Гнезділов
- Андрій Панін
- Сергій Гармаш
- Юрій Горбунов
- Алексій Петренко
- Альона Бабенко

## Участь у фестивалях
- XIV Відкритий фестиваль кіно країн СНД і Балтії «Кіношок» (Анапа, 2005) — участь в конкурсі «ТБ-шок».